# Arizona Rattlers

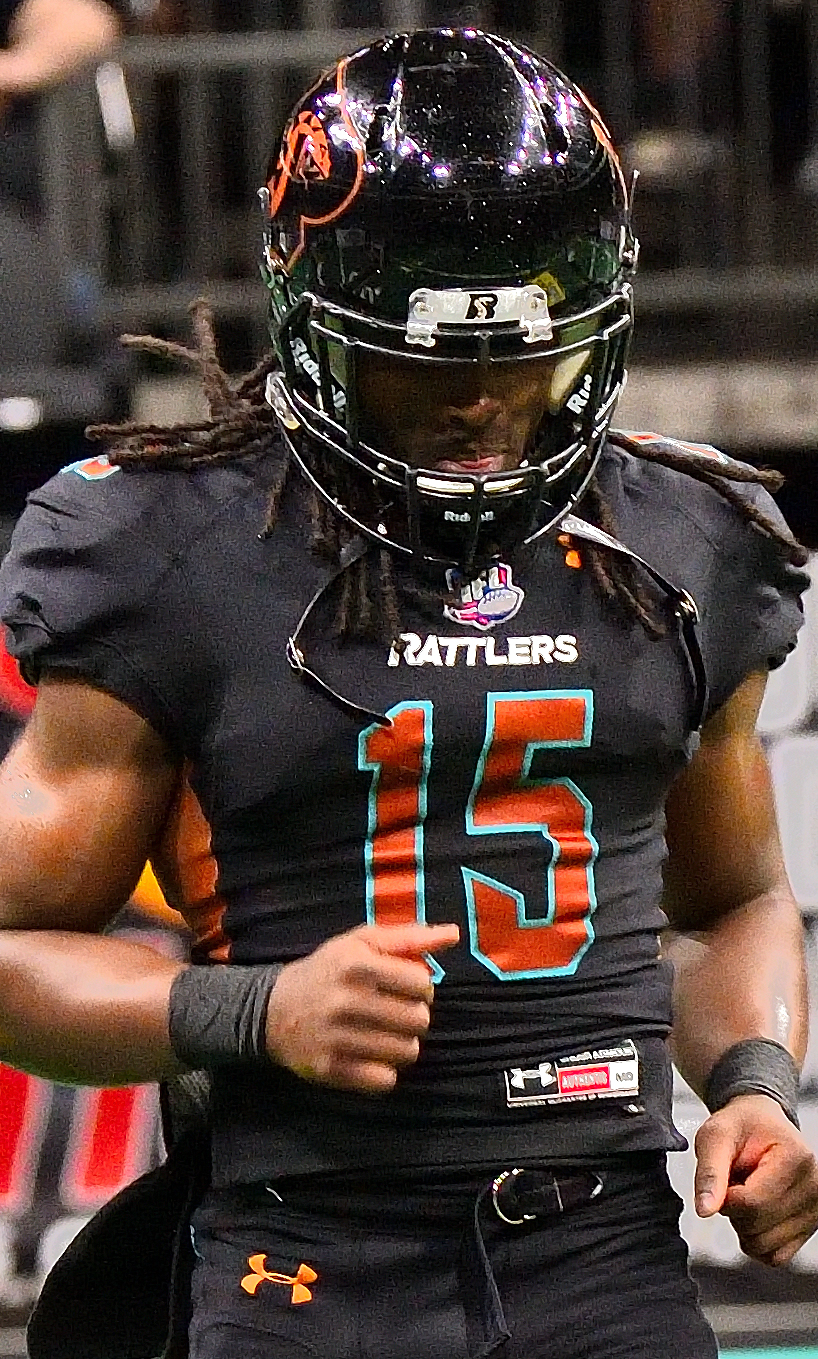
Jugador de los Arizona Rattlers durante la temportada de 2021

Arizona Rattlers (Serpientes de Cascabel de Arizona) es un equipo de fútbol americano de la Indoor Football League, antes en la  Arena Football League, en la división Oeste.
Se fundó en 1992 y juega en el Talking Stick Resort Arena de Phoenix, Arizona.

## Historia
El equipo fue fundado en 1992. Juega sus partidos de local en el US Airways Center, estadio que comparten con el equipo de baloncesto de la zona, el Phoenix Suns, que juega en la NBA.Los Rattlers fueron una de las primeras franquicias de la AFL, y junto a los Tampa Bay Storms y los Orlando Predators, son los únicos equipos que no se han cambiado de casa.
Sus cascos e insignia únicos, cobre-coloreados de la serpiente de cascabel, hacen que sus producto oficiales sean de los más populares de la AFL. Fueron entrenados por Danny White, exentrenador de los Dallas Cowboys y de la Universidad de Arizona, lo que prestó credibilidad al equipo con el paso de los años.
Los Rattlers ganaron el Arena Bowl en 1994 y 1997. Han sido los únicos en perder 3 veces consecutivas la final del Arena Bowl (2002, 2003 y 2004). La última final perdida hizo que despidieran a White de entrenador y contrataran a Todd Shell en su lugar. Luego dimitió, por tener juicios en contra por tráfico de cocaína. Se contrató a Gene Nudo en septiembre de 2005.
Es el primer equipo de la AFL en lograr un tricampeonato (2012-14)

## Entrenadores
- 1992-2004: Danny White: 121-55.
- 2005: Todd Shell: 7-9.
- 2006-2009: Gene Nudo: 9-9.
- 2010-actual: Kevin Guy: 16-2

## Temporada por temporada
| Temporada | Partidos Ganados | Partidos Perdidos | Partidos Empatados | Liga                  | Play-Off                              |
| --------- | ---------------- | ----------------- | ------------------ | --------------------- | ------------------------------------- |
| 1992      | 4                | 6                 | 0                  | 2.º Oeste             | --                                    |
| 1993      | 7                | 5                 | 0                  | 2.º AC                | Derrota Semana 2 (Detroit)            |
| 1994      | 8                | 4                 | 0                  | 2.º AC                | Campeón ArenaBowl                     |
| 1995      | 7                | 5                 | 0                  | 2.º AC Oeste          | Derrota Semana 1 (Iowa)               |
| 1996      | 11               | 3                 | 0                  | 1.º AC Oeste          | Derrota Semana 2 (Iowa)               |
| 1997      | 12               | 2                 | 0                  | 1.º AC Oeste          | Campeón ArenaBowl                     |
| 1998      | 10               | 4                 | 0                  | 1.º AC Oeste          | Derrota Semana 2 (Orlando)            |
| 1999      | 10               | 4                 | 0                  | 1.º AC Oeste          | Derrota Semana 2 (Albany)             |
| 2000      | 12               | 2                 | 0                  | 2.º AC Oeste          | Derrota Semana 2 (Orlando)            |
| 2001      | 8                | 6                 | 0                  | 2.º AC Oeste          | Derrota Semana 2 (San José)           |
| 2002      | 11               | 3                 | 0                  | 2.º AC Oeste          | Finalista (San José)                  |
| 2003      | 10               | 6                 | 0                  | 3.º AC Oeste          | Finalista (Tampa Bay)                 |
| 2004      | 11               | 5                 | 0                  | 1.º AC Oeste          | Finalista (San José)                  |
| 2005      | 7                | 9                 | 0                  | 4.º AC Oeste          | --                                    |
| 2006      | 8                | 8                 | 0                  | 2.º AC Oeste          | Derrota Semana 2 (San José)           |
| 2007      | 4                | 12                | 0                  | 4.º AC Oeste          | Fuera de playoffs                     |
| 2008      | 8                | 8                 | 0                  | 2.º AC Oeste          | Eliminado en comodines (Grand Rapids) |
| 2010      | 10               | 6                 | 0                  | 2.º AC Oeste          | Derrota en Semana 1 (Spokane)         |
| 2011      | 16               | 2                 | 0                  | 1.º AC oeste          | Pierden Arena Bowl (Jacksonville)     |
| Total     | 185              | 105               | 0                  | (incluyendo playoffs) |                                       |

## Palmarés
- Títulos Wild Card (8): 1993, 1994, 1995, 2000, 2001, 2002, 2003, 2006.
- Títulos de la División (9): 1996, 1997, 1998, 1999, 2004. 2011, 2012, 2013, 2014
- Títulos de la Conferencia (8): 1994, 1997, 2002, 2003, 2004. 2011͵ 2012, 2013, 2014
- Ganador del Arena Bowl (5): 1994, 1997. 2012, 2013 y 2014